# 自画像 (ホルバイン)
『自画像』（じがぞう、伊: Autoritratto、英: Self-portrait）は、ドイツ・ルネサンス期の画家・版画家ハンス・ホルバインが1542-1543年に制作した素描で、ホルバインが45歳の時の自画像である。この作品の異例な点は、前例のない青色のパステルを用いていることである。金色の背景は後に別の画家によって加えられた。本作は1681年にロンドンでメディチ家の大公コジモ3世によって取得され、現在はフィレンツェのウフィツィ美術館に所蔵されている。
美術史家のジョン・ロウランズ (John Rowlands) によれば、「この素描は四方とも拡大され、かなりの補筆があるものの、原作がホルバインによって制作されたという推測をするに十分なものがいまだに見て取れる」。ホルバインのほかの作品同様、細部に多大な注意が向けられ、幾筋化の髪の毛は一本一本描かれている。やはり後に追加されたラテン語の銘文は、わずかな名残の見える明らかにそれ以前の銘文を記録したものとなっている。この銘文は画家自身によるものであると想定されている。
この素描には複製が何点か現存している。ルーカス・ホレンボウト (Lucas Horenbout) による複製では、左利きのホルバインは絵筆を握っている。美術史家のステファニー・バック (Stephanie Buck)  は、ホルバインのまっすぐな視線は鏡を見ていることを示唆していると述べている。ホルバインは、この自画像を制作してほどない1543年にロンドンで猛威をふるっていたペストでなくなっている。